# Slaven Bilić
Slaven Bilić (Split, 11. rujna 1968.) hrvatski je nogometni trener te bivši nogometaš i reprezentativac. Trenutačno je bez kluba.
Od 2006. do 2012. bio je izbornik hrvatske nogometne reprezentacije. Goal.com Bilića je 2014. proglasio najboljim hrvatskim trenerom.

## Igračka karijera

### Klupska karijera

#### Hajduk Split
Gotovo svi Hajdukovi juniori išli su u Ekonomsku školu, pa je htio i Bilić.  U Splitu nije bilo klasične gimnazije, pa je upisao informiranje, novinarstvo i dokumentaristiku (INDOK). Sva četiri razreda završio je s pet, pa je bio oslobođen mature. Najviše je volio matematiku i povijest. Kad je birao koji će fakultet upisati, već je znao da će biti nogometaš. Po završenoj srednjoj školi, završio je i Pravni fakultet u Splitu, gdje je njegov otac bio dekan.
Kao igrač Hajduka, u kojeg je došao na nagovor najboljeg prijatelja i jednog od najtalentiranijih igrača njegove generacije Ive Cuzzija, bio je na posudbi pola godine u Primorcu iz Stobreča, pa pola godine u Šibeniku, pa još godinu dana u Šibeniku, koji se borio za prvo mjesto u drugoj ligi. Bilić je, kao centarhalf, dao sedam golova i igrao je za reprezentaciju druge lige. Prema propisima, igrač je mogao biti dvojno registriran. Sezonu bi igrao u klubu kojem je posuđen, a za matični je klub smio odigrati pet utakmica. Petar Nadoveza zvao ga je na tri utakmice: u Skopje, Niš i Mostar. Na sve tri proglašen je igračem utakmice, a zabio je i dva gola.
Zvali su ga Dinamo, Crvena zvezda i Partizan. Tako se s posudbe nije vratio na mala vrata, nego kao pojačanje, u prvu postavu Hajduka.
Dvije je godine Bilić bio Hajdukov standardni prvotimac. Mladi - Bilić, Bokšić, Vučević, Jeličić, Jarni... - mogli su ipak koristiti tek drugu svlačionicu. U prvoj su bili Ivan Pudar, Mladen Pralija, Dragi Setinov, Jerko Tipurić, Branko Karačić, Nenad Gračan, Bernard Barnjak i dr. U prvu su išli samo na sastanak prije utakmice. Druga mu se toliko svidjela da je u njoj ostao i kad je stekao uvjete za prelazak u prvu statusnu grupu.

#### Karlsruher SC
U splitskom Hajduku igrao je od 9. godine. Nakon šest sezona otišao je u njemačku Bundesligu za 750.000 funti. Igrao je u Karlsruheru gdje nakon nekoliko mjeseci igranja postaje prvi kapetan - stranac u povijesti Bundeslige. S ovim je klubom stigao do polufinala Kupa UEFE. 

#### West Ham United
Igrajući u SC Karlsruheru bio je proglašen najboljim stoperom njemačke lige, te si omogućio bogati transfer u Englesku, točnije, u West Ham United. Bio je to dotad najskuplji transfer u povijesti tog engleskog kluba (1,85 milijuna funti). Vrlo dobre igre u klubu omogućile su mu da s reprezentacijom putuje na EURO 96. u Englesku.

#### Everton FC
Nakon zapaženih igara na europskom prvenstvu, u ožujku 1997. otišao je za 4,5 milijuna funti u Everton FC ne bi li spasio klub od ispadanja u 2. ligu, a gdje je bio i najbolje plaćeni branič lige.
Po završetku Svjetskog prvenstva u Francuskoj 1998. zadobio je težu ozljedu bedra koja ga je udaljila s terena dobar dio premierligaške sezone. Kad se vratio na teren igrao je dobro, ali su ga i dalje mučili zdravstveni problemi, te učestali kartoni i suspenzije. U srpnju 1999. odlazi iz kluba. Budući da ga niti jedan engleski klub nije htio, nije nigdje ni nastavio karijeru, sve dok se nije s klubom dogovorio oko isplate dugovanja jer je imao još 28 mjeseci ugovora. Isplaćeno mu je ravno milijun funti, a nakon 48 sati potpisao je ugovor s matičnim Hajdukom. 

#### Hajduk Split
Nakon dolaska u Split, Bilić, kao kapetan momčadi, vodi Hajduk do osvajanja Kupa Hrvatske (2000.), nakon Hajdukovog petogodišnjeg razdoblja bez trofeja. Tamo je i završio svoju igračku karijeru u kolovozu 2000, skupivši ukupno 204 nastupa za Hajduk u raznim natjecanjima, te postigavši 25 pogodaka.
Statistika u Hajduku
| Natjecanje        | Nastupi | Zgoditci |
| ----------------- | ------- | -------- |
| Prvenstvo         | 116     | 12       |
| Kup               | 27      | 4        |
| Superkup          | 1       | 0        |
| Međunarodne       | 3       | 0        |
| Splitski podsavez | 0       | 0        |
| Ukupno            | 147     | 16       |
| Prijateljske      | 57      | 9        |
| Sveukupno         | 204     | 25       |

Prvu službenu utakmicu igra za prvenstvo Jugoslavije u Nišu protiv Radničkog. U regularno vrijeme nije postignut nijedan zgoditak pa su se pucali jadanaesterci i završilo je pobjedom Hajduka pogocima Jerkana, Tošića, Pejovića, vratara Pudara (koji je zamijenio Praliju)i Jurkovića

### Reprezentativna karijera
Bilić je debitirao za reprezentaciju na australskoj turneji, u Melbourneu, 5. srpnja 1992., protiv domaćina Australije (1-0), a oprostio se u kvalifikacijskoj utakmici za EURO 2000., u Zagrebu protiv Irske (1-0).
S reprezentacijom je osvojio 5. mjesto na Europskom prvenstvu u Engleskoj 1996. (što će kasnije ponoviti i kao izbornik 2008.), te brončanu medalju na Svjetskom prvenstvu u Francuskoj 1998. Dobro je zapamćen po tome što je u polufinalu prvenstva, na utakmici s domaćinima teatralno pao na pod nakon koškanja s Laurent Blancom. Francuz je nakon toga dobio izravni crveni karton i nije mogao nastupiti u finalu. Kasnije, protiv Nizozemske u utakmici za 3. mjesto, francuska publika zviždala je na svaki njegov dodir s loptom. Cijelo je to prvenstvo igrao s napuknutim i nezaliječenim kukom zbog kojeg kasnije prekida karijeru. 

## Trenerska karijera

### Hajduk Split
Prvi trenerski izazov bila mu je klupa Hajduka (osvaja drugo mjesto u prvenstvu na kraju sezone). Njegovo postavljanje za trenera Hajduka izazvalo je burne reakcije kod navijača, a posebice novinara koji su smatrali da nije stručan za to radno mjesto. Iako nije ništa osvojio, podigao je igru Hajduka i uključio ga u borbu za prvaka s Dinamom. Nakon najave da napušta trenersko mjesto, uslijedili su brojni nagovori da se predomisli, a ponajviše zahvaljujući novinskim napisima, kao što je i najavio napustio je trenersko mjesto. Na posljednjoj utakmici ispraćen je bučnim skandiranjem njegova imena od strane navijača.

### Hrvatska nogometna reprezentacija do 21
Nakon Hajduka postaje izbornik hrvatske reprezentacije do 21 godine, s kojom se nije uspio plasirati na Europsko prvenstvo (poraz od Srbije i Crne Gore u doigravanju), nakon toga je radi problema s kralježnicom morao na operaciju. 

### Hrvatska nogometna reprezentacija
25. srpnja 2006. izabran je za izbornika hrvatske nogometne reprezentacije. Nakon sloma na Svjetskom prvenstvu u Njemačkoj pod vodstvom Zlatka Kranjčara reprezentativnom su se nogometu predviđali jako teški dani. Klupski nogomet je već dugo u problemima, s malom "proizvodnjom" novih talenata, dok se za reprezentaciju smatralo da ima jako malo kvalitetnih rezervi. Niko Kranjčar i dalje je bio enigma, braća Niko i Robert Kovač razmišljala su o odlasku, a Dado Pršo je prekinuo reprezentativnu karijeru bez naznaka tko bi ga mogao zamijeniti. U kvalifikacijsku skupinu s Hrvatskom dospjeli su veliki Englezi, Rusija pod vodstvom svjetski priznatog Guusa Hiddinka, nepobijedivi domaćini Izraelci, te uvijek nam neugodna Makedonija. Predviđale su se najteže kvalifikacije od osamostaljenja, a osim javnosti koja je odmah prihvatila Bilića, nitko nije vjerovao u plasman.
Za pomoćnike je odabrao četvoricu reprezentativaca iz legendarne brončane '98, Roberta Prosinečkog, Aljošu Asanovića, Nikolu Jurčevića i Marjana Mrmića. Kao skauti reprezentacije djeluju Goran Vučević, Ivo Šušak,Gordan Ciprić, Dean Računica i Tonči Gabrić. Pomladio je reprezentaciju, čime su ispali igrači kao Stjepan Tomas, Mario Tokić, Ivan Bošnjak, Joey Didulica samo nakratko su vraćeni Milan Rapaić i Goran Sablić a Luka Modrić, Vedran Ćorluka i Eduardo da Silva udahnuli su nov život reprezentaciji. Dotad, u reprezentaciji, nezamjetni Luka Modrić postao je glavni igrač momčadi, Kranjčar je prebačen na lijevo krilo gdje je počeo s odličnim igrama, kao desni branič debitirao je Vedran Ćorluka, a u napad su stali Eduardo da Silva i Mladen Petrić. Na klupi je Bilić debitirao u Livornu protiv modificirane momčadi, netom ovjenčanih svjetskih prvaka Italije, te pobijedio 2:0. 
Dana 3. rujna 2006., tijekom priprema za kvalifikacijsku utakmicu za EP 2008. protiv Rusije, Bilić je suspendirao Boška Balabana, Darija Srnu i Ivicu Olića zbog nedopuštenog noćnog provoda u narodnjačkom baru Fontana (samo 3 dana prije utakmice). Kasnije ih je opet pozvao. Par mjeseci kasnije otjerao je i Anthonyja Šerića, a u svađi s Ivicom Križancem (radi njegova nepozivanja) prekrižio je dotičnog igrača u svim svojim vizijama. Svejedno, Bilić nikad nije javno kritizirao svoje igrače, dapače, ostvarivši odličan odnos s njima čestim posjetima u njihove klubove. 
Nikad teže kvalifikacije reprezentacija je odigrala - nikad bolje. Veliki Englezi pali su s 2:0 u Zagrebu i 3:2 u, već sada, legendarnoj utakmici na Wembleyu. Svjetski priznati mag Hiddink jedva je, nezasluženo, izvukao dva 0:0 remija, Izrael je prvi put u dugo godina izgubio kod kuće (od Hrvatske 4:3, dok su u tim istim kvalifikacijama s Englezima odigrali 1:1, a Ruse dobili 2:1). Nova reprezentativna momčad pokazala se kao iznimno karakterna i izvrsno nogometno potkovana. Mnogi su igrači ostvarili i velike transfere (Ćorluka u Man. City, Eduardo u Arsenal, Petrić u Borussiju Dortmund, a Modrić u Tottenham). Bilić je stvorio mladu, iznimno potentnu i hrabru generaciju obnovivši kult reprezentacije koja je nakon pobjede na Wembleyu prvi put dočekana na zagrebačkom aerodromu nakon one iz 1998.
Nastup na Europskom prvenstvu u Austriji i Švicarskoj 2008. u mnogim anketama ocijenjen je kao najupečatljiviji događaj u 2008. godini u Hrvatskoj. Hrvatska je svoj nastup na prvenstvu završila na petom mjestu, iako bez poraza. Nakon tri pobjede u skupini, protiv domaćina Austrije (1-0), zatim favorizirane Njemačke (2-1), ta s pomlađenim sastavom protiv Poljske (1-0), Bilićevi odabranici Klasnićevim golom u zadnjoj minuti drugog produžetka četvrtfinalne utakmice s Turskom bili su 2 minute u polufinalu, ali Semih Şentürk golom u 2 minuti sudačke nadoknade, veliku euforiju hrvatskih navijača na bečkom Ernst Happel Stadionu "gasi hladnim tušem", te spašava Tursku koji u raspucavanju jedanaesteraca imaju više sreće i prolaze u polufinale.
Ostvarivši zadani cilj, plasmanom u četvrtfinale Europskog prvenstva, ali i uz bezrezervnu podršku hrvatske javnosti, Bilić produžuje ugovor s Hrvatskim nogometnim savezom za još jedan kvalifikacijski ciklus, te vodi reprezentaciju u borbu za plasman na Svjetsko prvenstvo u Južnoj Africi 2010.
Nakon neuspjelog odlaska na Svjetsko prvenstvo u Južnoj Africi 2010. Slaven Bilić ostaje na funkciji izbornika  hrvatske nogometne reprezentacije.
U kvalifikacijama za EP u Poljskoj i Ukrajini izbornik Slaven Bilić nakon 2.mjesta u skupini i dodatnih kvalifikacija ( prolaz protiv Turske 0:3 i 0:0) odvodi hrvatsku nogometnu reprezentaciju na EP 2012. 

### Lokomotiv Moskva
Nakon EURA 2012. preuzima Lokomotiv iz Moskve.

### Beşiktaş
Nakon Moskve i Lokomotiva, Bilić je u ljeto 2013. preuzeo klupu turskog Beşiktaşa. Na klupi se zadržao dvije sezone sve do svibnja 2015.

### West Ham United
Dana 9. lipnja 2015. preuzima klupu engleskog premijerligaša, West Ham Uniteda. Slaven je tako postao 15. trener u 120-godišnjoj povijesti kluba. Ugovor je potpisan na tri godine.Dne 6. studenoga 2017. nakon niza poraza i loših rezultata je smijenjen s mjesta trenera engleskog premijerligaša.

### Al Ittihad
Dana 27. rujna 2018. godine, nakon nepunih godinu dana od otkaza u West Ham Unitedu, imenovan je trenerom saudijskog Al Ittihada.

### West Bromwich Albion
Sredinom lipnja 2019. godine potpisao je dvogodišnji ugovor s engleskim klubom West Bromwich Albionom. U klub s njim kao pomoćnici dolaze Dean Računica i Danilo Butorović. Dana 16. prosinca 2020., klub je otpustio Bilića i njegov stručni stožer.

### Beijing Guoan
Dana 6. siječnja 2021. potpisao je dvogodišnji ugovor s Beijing Guoanom iz Pekinga.

### Al Fateh
Dana 8. kolovoza 2023. potisao je ugovor sa saudijskim Al Fateh SC.

## Statistika
- Sva 44 nastupa za reprezentaciji započeo je u prvom sastavu, samo 6 puta je bio zamijenjen tijekom utakmice, odigravši ukupno 3.809 minuta, zaradivši 6 žutih kartona, te postigavši 3 pogotka, sva tri u kvalifikacijskim utakmicama za SP 1998.: 
  - 8. listopada 1996.: BIH - Hrvatska, 16. minuta, prvi pogodak u pobjedi 1:4;
  -  6. rujna 1997.: Hrvatska - BIH, 27. minuta, izjednačujući pogodak za 1:1 u pobjedi 3-2;
  - 29. listopada 1997.: Ukrajina - Hrvatska, u doigravanju za plasman na prvenstvo, 11. minuta, vodeći pogodak u pobjedi 0:2.

- Kao trener i izbornik ostvario je sljedeći učinak:

| HNK Hajduk Split            | 17 | 11 | 4  | 2 | 31:13  | (21. studenog 2001. – 4. svibnja 2002.)  |
| Hrvatska U-21               | 18 | 10 | 2  | 6 | 23:20  | (18. kolovoza 2004. – 1. kolovoza 2006.) |
| Hrvatska "A" reprezentacija | 56 | 38 | 12 | 6 | 107:48 | (1. kolovoza 2006. - danas*)             |

* ažurirano 7. listopada 2011.

## Priznanja

### Individualna
- 1997.: U anketi Novog lista proglašen najboljim športašem Hrvatske.[3]
- 1997.: Sportske novosti proglasile su ga najboljim igračem Hrvatske.[3]
- 2007.: dobitnik je Državne nagrade za šport "Franjo Bučar".

### Klupska
Hajduk Split
- Kup maršala Tita (1): 1990./91.
- 1. HNL (1): 1992.
- Hrvatski nogometni kup (1): 1992./93., 1999./00.

### Reprezentativna
- Svjetsko prvenstvo (3. mjesto): 1998.

## Zanimljivosti
- Diplomirani je pravnik, te odlično govori 4 jezika.
- S pravnicom Andrijanom, s kojom je 14 godina bio u braku, ima sina Lea i kći Alani.
- 2008. godine proglašen je UNICEF-ovim veleposlanikom dobre volje.
- Počasni je član Hrvatske udruge "Hinko Freund".
- Osnivač je zaklade hrvatske nogometne reprezentacije "Vatreno srce", koja skrbi za humanitarnu pomoć djeci u Hrvatskoj.
- Dvostruki je dobitnik Državne nagrade za šport "Franjo Bučar". Kao član reprezentacije 1998., te kao izbornik iste nakon uspješnih kvalifikacija za EURO 2008.
- 1997. godine, u anketi riječkog Novog lista Bilić je proglašen športašem godine, a u anketi Sportskih novosti nogometašem godine.
- 2007. godine, u izboru Media Servisa tajnim glasovanjem 200-tinjak novinara, urednika, kolumnista i ravnatelja hrvatskih medijskih kuća proglašen je osobom godine.
- U izboru Međunarodne udruge za nogometnu povijest i statistiku (IFFHS) proglašen je drugim najboljim izbornikom svijeta za 2007. godinu.,[14] te 11. za 2008.[15]
- Prvu biografiju Slavena Bilića napisao je Vlado Vurušić i nosi naziv: "Slaven Bilić - priča o nogometu i rokenrolu".
- Ante Batinović napisao je netipičnu Bilićevu biografiju, pod naslovom: "Moraš jednom i pucat, nemoš samo dodavat!".
- Kao izbornik poznat je po zanimljivim izjavama, te je tako proslavljenog nizozemskog trenera Guusa Hiddinka usporedio s glumicom Angelinom Jolie, u engleskom listu The Sun osvanula njegova izjava da engleska reprezentacija uvijek igra usran nogomet, a igru hrvatske reprezentacije u prvom poluvremenu utakmice s Makedonijom usporedio je s kobasicom.
- Kao izbornik ostvario je najveću pobjedu reprezentacije u službenim utakmicama, dobivši Andoru u Maksimiru sa 7:0.
- Svirao je u rock sastavima Newera i danas Rawbau.
- Sa sobom na utakmice nosi medaljon svetog Ante, križ koji je kupio u svetištu Lourdes u Francuskoj i dva medaljona pape Ivana Pavla II. Na desnom zapešću nosi narukvicu od desetak malih pločica s likom Majke Božje, koju je kupio u Međugorju.
- Nosi naušnicu na lijevom uhu i ima tri velike tetovaže: prvu, crveno-plavi simbol s imenom Andrijana, napravio je za 10. godišnjicu braka. Na lijevoj ruci ima istetovirao ime sina Lea u tibetanskom pismu, a na desnoj nadlaktici ima veliku tetovažu sa simbolima četiriju osnovnih prirodnih elemenata, vode, vatre, zemlje i zraka, koji se stapaju sa ženskim licem, koje simbolizira njegovu kćer Alani.

## Vanjske poveznice
- Profil na službenim stranicama hrvatske nogometne reprezentacije
- Profil na službenim stranicama UEFA-e
- Jutarnji list: S četiri godine prestao je govoriti, ali mana je postala njegova pobjeda[neaktivna poveznica]
- Razgovor sa Slavenom Bilićem, serijal (Ne)uspjeh prvaka s Mariom Stanićem, 21. 8. 2023. (YouTube)